# Найдовший спільний підрядок
Найдовший спільний підрядок (англ. longest common substring) — підрядок двох або більше рядків, що має максимальну довжину.
Формально, найдовшим спільним підрядком рядків {\displaystyle s_{1},s_{2},\ldots s_{n}} називається рядок {\displaystyle \left.w^{*}\right.}, що задовольняє умові {\displaystyle \|w^{*}\|=\max(\{\|w\||w\sqsubseteq s_{i},i=1,\ldots n\})}, операція {\displaystyle w\sqsubseteq s_{i}} позначає що рядок {\displaystyle \left.w\right.} є (можливо невласним) підрядком рядка {\displaystyle \left.s_{i}\right.}.
Розв'язання задачі пошуку найдовшого спільного підрядка для двох рядків {\displaystyle \left.s_{1}\right.} і {\displaystyle \left.s_{2}\right.}, довжини яких {\displaystyle \left.m\right.} і {\displaystyle \left.n\right.} відповідно, полягає в заповненні таблиці {\displaystyle \left.A_{ij}\right.} розміром {\displaystyle (m+1)\times (n+1)} за наступним правилом, приймаючи, що символи в рядку нумеруються від одиниці.
{\displaystyle \left\{{\begin{array}{rclr}A_{0j}&=&0,&j=0\ldots n,\\A_{i0}&=&0,&i=0\ldots m,\\A_{ij}&=&0,&s_{1}[i]\neq s_{2}[j],i\neq 0,j\neq 0,\\A_{ij}&=&A_{i-1j-1}+1,&s_{1}[i]=s_{2}[j],i\neq 0,j\neq 0.\end{array}}\right.}
Максимальне число {\displaystyle \left.A_{uv}\right.} в таблиці це і є довжина найбільшого спільного підрядка, сам підрядок:
{\displaystyle s_{1}[u-A_{uv}+1]\ldots s_{1}[u]} и {\displaystyle s_{2}[v-A_{uv}+1]\ldots s_{2}[v]}.
У таблиці заповнені значення для рядків SUBSEQUENCE і SUBEUENCS:
```
   
SUBSEQUENCE

  000000000000

S
 0
1
00
1
0000000

U
 00
2
0000
1
0000

B
 000
3
00000000

E
 00000
1
00
1
00
1

U
 00
1
0000
1
0000

E
 00000
1
00
2
00
1

N
 000000000
3
00

C
 0000000000
4
0

S
 0
1
00
1
0000000
```

Отримуємо найдовший спільний підрядок UENC.
Складність такого алгоритму становить O(mn).